# Peter Jason
Peter Edward Ostling, dit Peter Jason, est un acteur de genre américain né le 22 juillet 1944 à Hollywood (Los Angeles, Californie) et mort le 20 février 2025 à West Hollywood (comté de Los Angeles, Californie).

## Biographie
Né à Hollywood, Peter Jason a grandi à Balboa Peninsula, à Newport Beach. Il a fréquenté l'école primaire de Newport Beach, le collège Horace Ensign et le lycée de Newport Harbor. Après avoir obtenu son diplôme, il a fréquenté l'Orange Coast College et a étudié le théâtre à l'université Carnegie Mellon.

## Filmographie

### Cinéma
- 1970 : Rio Lobo : Lieutenant Forsythe
- 1978 : Driver : un banlieusard
- 1979 : La ilegal
- 1980 : Revanche à Baltimore : Bert
- 1980 : Le Gang des frères James : les Pinkertons
- 1981 : Beyond the Universe
- 1981 : Nice Dreams : détective Drooler
- 1981 : Texas Lightning (en) : Frank Whitman
- 1981 : Butterfly : Allen
- 1981 : Maman très chère : le directeur de Pepsi
- 1982 : Some Kind of Hero : Honcho
- 1982 : Trick or Treats : Malcolm O'Keefe
- 1982 : 48 Heures : le barman
- 1984 : Angel : Le John
- 1984 : Les Rues de feu : Harry
- 1984 : Karaté Kid : le coach de football
- 1984 : Oxford Blues : M. De Angelo
- 1984 : Pulsion homicide : l'homme dans le camion
- 1985 : Comment claquer un million de dollars par jour : Chuck Fleming
- 1986 : Le Maître de guerre : Major Devin
- 1986 : Hyper Sapien: People from Another Star : M. McAlpin
- 1987 : Party Camp : Sarge
- 1987 : Prince des ténèbres : Dr Paul Leahy
- 1988 : Meurtre à Hollywood : Frank Coe
- 1988 : Double Détente : le présentateur TV
- 1988 : Futur immédiat, Los Angeles 1991 : Fedorchuck
- 1988 : Invasion Los Angeles : Gilbert
- 1989 : Johnny Belle Gueule : M. Bonet
- 1990 : À la poursuite d'Octobre rouge : le commandant de l'USS Reuben James
- 1990 : Arachnophobie : Henry Beechwood
- 1990 : Désigné pour mourir : Pete Stone
- 1994 : Bat Out of Hell: Live with the Melbourne Symphony Orchestra : le père
- 1994 : L'Antre de la folie : M. Paul
- 1995 : The Demolitionist : Higgins
- 1995 : Le Village des damnés : Ben Blum
- 1995 : Congo : M. Janus
- 1995 : Mortal Kombat : maître Boyd
- 1995 : Rage : Griggs
- 1995 : Wild Bill : Dave McCandless
- 1995 : L'Oiseau porte-bonheur : Juge Battle
- 1996 : Los Angeles 2013 : le sergent des devoirs
- 1996 : L'Ombre blanche : le père de Millie
- 1997 : Le Pic de Dante : Norman Gates
- 1997 : Java Heads: The Movie
- 2000 : À la recherche de Kelly : Monte Harrington
- 2001 : Cahoots : Eddie
- 2001 : Ghosts of Mars : McSimms
- 2002 : Hard Cash : le Counter Boss
- 2002 : The Rose Technique : détective Atwood
- 2002 : Un seul deviendra invincible : le présentateur TV d'Oakland
- 2002 : 13th Child : le coroneur
- 2002 : Adaptation : l'avocat de la défence
- 2003 : Detonator : l'avocat Fred Goldenberg
- 2003 : Pur Sang, la légende de Seabiscuit : Max le journaliste
- 2004 : L'Employé du mois : Bill Gartin
- 2004 : Hair High : le coach
- 2004 : Famille à louer : Suit
- 2005 : Sledge: The Untold Story
- 2005 : Match en famille : Clark
- 2006 : The Strange Case of Dr. Jekyll and Mr. Hyde : Lieutenant Hamilton
- 2006 : The Enigma with a Stigma : Bill Herman
- 2007 : Richard III : l'annonceur du roi
- 2007 : Moving McAllister : M. Robinson
- 2008 : The Man Who Came Back : le directeur
- 2008 : Harvey Milk : Alan Baird
- 2009 : Falling Up : John O'Shea
- 2010 : How to Make Love to a Woman : M. Conners
- 2010 : Arrietty : Le Petit Monde des Chapardeurs : voix additionnelles
- 2010 : Locked In (en) : Super Ray
- 2011 : Little Murder : capitaine
- 2011 : The Last Days : Ned Jensen
- 2011 : Valley of the Sun : Myron McGill
- 2011 : Hopelessly in June : Frankie Flowers
- 2011 : From the Head : Jim
- 2012 : Students Like Us : Dean
- 2013 : Queen City : Bernie Donovan
- 2013 : Willow Creek : Ranger Troy Andrews
- 2013 : Cody le robosapien : Amiral Victor
- 2014 : Cesar Chavez: An American Hero : l'avocat d'Almaden
- 2014 : Un berceau sans bébé : Gerry
- 2015 : The Condo : Clint
- 2016 : Foreign Land
- 2016 : Ave, César ! : le réalisateur
- 2016 : River Guard : Juge Sullivan
- 2017 : The Terror of Hallow's Eve : Dr Hamilton
- 2017 : The Nth Ward : Jeffrey
- 2018 : Get Married or Die : Frank
- 2018 : High and Outside: A Baseball Noir : Harold
- 2018 : Jurassic World: Fallen Kingdom : Sénateur Sherwood
- 2018 : Au nom des femmes : Juge O'Neil
- 2018 : Daddy Issues : Simon
- 2019 : Heavenly Deposit : Steven
- 2019 : The Demon Inside : Father Lambert
- 2020 : The Downside of Bliss : Paul
- 2020 : Deep in the Forest
- 2021 : Jersey 4 : l'avocat
- 2021 : Measure : Phinn Garrett
- ? : Kickback, V : Coach Crouch
- ? : Javelins of Light : Earl
- ? : Hellcats Highway! : Détective Earl Peterson
- ? : Gary's Vampire Proofing and Corpse Disposal : Maire Jason
- ? : A Quest for Rainbows : le père de Walter
- ? : Back of Book : Roy Watkins
- ? : Silent Bark

### Télévision
- 1967 : A Bell for Adano : le douannier
- 1968 : Sur la piste du crime : Link (1 épisode)
- 1968 : Cimarron : David Arlyn et le groom (2 épisodes)
- 1969 : Here Come the Brides : Adam Wilson (1 épisode)
- 1969 : Daniel Boone : Clint Bickford (1 épisode)
- 1970-1973 : Gunsmoke : plusieurs personnages (3 épisodes)
- 1971 : Hawaii Five-O : Jack Rigney (1 épisode)
- 1978 : Au fil des jours : Cam Randolph (2 épisodes)
- 1978 : Le Retour du capitaine Nemo
- 1979 : Starsky et Hutch : Fred Oates (2 épisodes)
- 1980 : B.J. and the Bear : Ansel (1 épisode)
- 1980 : L'Incroyable Hulk : Bennett (1 épisode)
- 1980 : Un ange sur le dos
- 1980-1982 : Pour l'amour du risque : McCoy, un policier (2 épisodes)
- 1981 : Splendour in the Grass : Coach
- 1982 : Filthy Rich : Tommy Clarkson (1 épisode)
- 1982 : Ricky ou la Belle Vie : Agent McConnell (1 épisode)
- 1982 : The Blue and the Gray : Sergent Ogilvie (1 épisode)
- 1982 : Cagney et Lacey : Leonard Nolan (1 épisode)
- 1983 : Seven Brides for Seven Brothers : John Cutler (1 épisode)
- 1984 : Mister Roberts : Chef Johnson
- 1984-1986 : Les Enquêtes de Remington Steele : Martin Rom et l'étranger (2 épisodes)
- 1985 : Espion modèle : Ira Loomis (1 épisode)
- 1985 : Riptide : Hall (1 épisode)
- 1985 : Histoires fantastiques : le commandant (1 épisode)
- 1986 : Les Craquantes : Ray Larkin
- 1987 : Les deux font la paire : Brockett (1 épisode)
- 1987 : Mike Hammer : l'agent spécial Cameron (1 épisode)
- 1987 : Hard Knocks : le détective et Sarge O'Bannon (2 épisodes)
- 1987 : La Vérité cachée : Chef Hanover
- 1990 : Côte Ouest : l'expert en sécurité (1 épisode)
- 1991 : Code Quantum : Kilpatrick (1 épisode)
- 1992 : Larry et Balki : le fantôme de Chester Bainbridge (1 épisode)
- 1992 : Le Triomphe de la vérité : Colonel Fred Pearson
- 1992 : Batman : Mason (1 épisode)
- 1992 : Dear John : Bill Conners (1 épisode)
- 1993 : Roseanne : Jim (1 épisode)
- 1993 : Mariés, deux enfants : le responsable (1 épisode)
- 1994 : Docteur Quinn, femme médecin : Travis Stone (1 épisode)
- 1994 : Coach : Harry Heftler (1 épisode)
- 1995 : Arabesque : Vincent Nader (2 épisodes)
- 1996 : Kung Fu, la légende continue : Lou (1 épisode)
- 1997 : Une fille à scandales : Sénateur Wilburn (1 épisode)
- 1997 : Minus et Cortex : Bobby Nacht (1 épisode)
- 1997 : Murder One : M. Sheehy (1 épisode)
- 1997 : Expériences interdites : le prêtre (1 épisode)
- 1997-1998 : Mike Hammer : Capitaine Skip Gleason (26 épisodes)
- 1997-1998 : Batman : plusieurs personnages (2 épisodes)
- 1998 : Air America : Mark McCormick (1 épisode)
- 1998 : Five Houses
- 1998-1999 : Nash Bridges : Frank (3 épisodes)
- 1999 : Batman, la relève : Le Film : coach Creagar
- 1999 : The Woody Woodpecker Show (1 épisode)
- 1999 : Men in Black (1 épisode)
- 1999 : Batman, la relève : Coach Creagar (2 épisodes)
- 2001 : JAG : Randy Hamill (1 épisode)
- 2001 : Providence : Frank Moore (1 épisode)
- 2002 : En direct de Bagdad : Stu
- 2003 : Mister Sterling (1 épisode)
- 2003 : Jackie Chan : le fermier MacDonald (1 épisode)
- 2004 : Significant Other : le père d'Eleanor (1 épisode)
- 2004 : Raptor Island : le capitaine
- 2004-2006 : Deadwood : Con Stapleton (26 épisodes)
- 2004-2013 : Arrested Development : Storage Dave et M. Jordan (4 épisodes)
- 2005 : Alien Apocalypse : Président Demsky
- 2006-2007 : Desperate Housewives : Jeff (2 épisodes)
- 2007 : Des yeux dans la nuit : Harry Bannion
- 2007 : John from Cincinnati : le vendeur de voitures (1 épisode)
- 2007 : Dirty Sexy Money : Larry Foundry (1 épisode)
- 2008 : Mad Men : Len McKenzie (1 épisode)
- 2009 : Castle : Shérif Sloan (1 épisode)
- 2009 : Un regard sur le passé : Hank Bentley
- 2009 : Raising the Bar : Justice à Manhattan : Rex (1 épisode)
- 2009-2018 : NCIS : Enquêtes spéciales : Robert King (2 épisodes)
- 2010 : Cold Case : Affaires classées : Charlie Gleason à 9 et 10 ans (1 épisode)
- 2010 : Justified : Owen Carnes (1 épisode)
- 2010 : Chuck : Général Merriweather (1 épisode)
- 2011 : Funny or Die Presents… : Skip Michaels (3 épisodes)
- 2011 : Mademoiselle Noël : Santa
- 2012 : Les Experts : Walter Gersh (1 épisode)
- 2013 : 1600 Penn : Général Harrigan (3 épisodes)
- 2014 : Scorpion : Général Talbertse (1 épisode)
- 2015-2016 : Mixels : Général Nix, Turg et Wuzzo (3 épisodes)
- 2016 : Quatre sœurs unies par le secret : Dr Timmins
- 2016 : Longmire : Abel Jenkins (1 épisode)
- 2017-2019 : Baskets : Oncle Jim (5 épisodes)
- 2019 : Deadwood : le film : Con Stapleton

### Jeu vidéo
- 1995 : Wing Commander IV : Le Prix de la liberté : Vice-amiral Daniel Wilford
- 1997 : Wing Commander: Prophecy : Capitaine Daniel Wilford
- 1998 : Fallout 2 : plusieurs personnages
- 2005 : Darkwatch : narrateur
- 2008 : Gears of War 2 : Dizzy et Hanley
- 2011 : Gears of War 3 : Dizzy et Capitaine Michaelson
- 2013 : Final Fantasy XIII : voix additionnelles